# Красновосходська сільська рада
Красновосхо́дська сільська рада (рос. Красновосходский сельский совет) — муніципальне утворення у складі Іглінського району Башкортостану, Росія. Адміністративний центр — село Красний Восход.

## Населення
Населення — 2177 осіб (2019, 2480 в 2010, 2496 в 2002).

## Склад
До складу поселення входять такі населені пункти:
| Населений пункт             | Населення, осіб (2002) | Населення, осіб (2010) |
| --------------------------- | ---------------------- | ---------------------- |
| Ашинський, присілок         | 148                    | 121                    |
| Веселий, присілок           | 10                     | 12                     |
| Казаяк, село                | 712                    | 878                    |
| Казаяк-Хуснулліно, присілок | 37                     | 53                     |
| Красний Восход, село        | 911                    | 842                    |
| Красний Яр, присілок        | 86                     | 66                     |
| Мала Ашинка, присілок       | 0                      | 2                      |
| Михайловка, присілок        | 185                    | 211                    |
| Новобакаєво, присілок       | 46                     | 38                     |
| Орловка, присілок           | 137                    | 90                     |
| Розсвіт, присілок           | 18                     | 14                     |
| Тюлько-Тамак, присілок      | 128                    | 101                    |
| Устюговка, присілок         | 42                     | 38                     |
| Чорний Ключ, присілок       | 36                     | 14                     |